# 12. kranjski deželni zbor
Dvanajsti sklic kranjskega deželnega zbora je deloval od 1913 do razpada Avstro-Ogrske 1918.

## Sestava
Kranjski deželni zbor, ki je bil izvoljen decembra 1913, je štel 50 poslancev. 11 poslancev splošne kurije so izvolili na splošnih volitvah, 10 so jih izvolile mestne občine in trgi (mestna kurija), 16 ostale občine (kmečka kurija), 10 poslancev so volili veleposestniki, 2 pa trgovsko-obrtne zbornice. Poleg 49 voljenih poslancev je bil kot virilist član deželnega zbora tudi ljubljanski škof.
Absolutno večino je z 28 poslanci imela Slovenska ljudska stranka, po 11 pa sta jih imeli slovenska Narodno napredna stranka in Nemška stranka.

### Splošna kurija
Volitve v splošno kurijo so bile 1. decembra 1913, razen v Ljubljani, kjer so volili 6. decembra. Razen Ljubljanskega poslanca, liberalca Turka, so vsi ostali izvoljeni poslanci pripadali Slovenski ljudski stranki:
- Jusip Turk (volilni okraj Ljubljana)
- Mihael Dimnik (volilni okraj Ljubljana okolica)
- Janez Piber, župnik (Radovljica - Kranjska Gora - Tržič)
- Evgen Jarc, gimnazijski profesor (Kranj - Škofja Loka)
- Ivan Zajec (Litija - Višnja Gora - Rateče)
- Anton Kobi (Vrhnika - Logatec - Idrija - Cerknica)
- Ivan Lavrenčič (Kamnik - Brdo)
- Vladimir Pegan (Postojna - Senožeče - Ilirska Bistrica - Vipava - Lož)
- Alojzij Mihelčič, skladatelj (Novo Mesto - Črnomelj - Metlika)
- Fran Jaklič, učitelj in pisatelj (Kočevje - Velike Lašče - Ribnica - Žužemberk)
- Ivan Hladnik, (Krško - Kostanjevica - Mokronog - Trebnje)

### Kmečka kurija
Volitve v kmečko kurijo so bile 9. decembra 1913.
- Ivan Šusteršič (volilni okraj Ljubljana - Vrhnika)
- Fran Povše (Ljubljana - Vrhnika)
- Janez Evangelist Krek (Kamnik - Brdo)
- Franc Košak (Trebnje - Stična - Žužemberk - Mokronog - Litija - Radeče)
- Janez Vehovec (Trebnje - Stična - Žužemberk - Mokronog - Litija - Radeče)
- Evgen Lampe, duhovnik (Trebnje - Stična - Žužemberk - Mokronog - Litija - Radeče)
- Josip Zurc, gostilničar in župan (Novo Mesto - Kostanjevica - Krško)
- Franc Demšar (Kranj - Škofja Loka)
- Janez Zabret (Kranj - Škofja Loka)
- Ignacij Žitnik, duhovnik, časnikar in politik (Postojna - Logatec - Senožeče - Lož - Ilirska Bistrica - Cerknica)
- Franc Drobnič (Postojna - Logatec - Senožeče - Lož - Ilirska Bistrica - Cerknica)
- Josip vitez pl. Pogačnik, politik in gospodarstvenik (Radovljica - Kranjska Gora)
- Karel Škulj (Kočevje - Ribnica - Velike Lašče)
- Anton Lovšin (Kočevje - Ribnica - Velike Lašče)
- Bogomir Perhavc (Vipava - Idrija)
- Karel Dermastija (Črnomelj - Metlika)

### Veleposest
Veleposestniki so svoje poslance volili 22. decembra 1913. Volitev se je udeležilo 55 volilnih upravičencev.
- Oton Apfaltrer von Alpfaltrern
- Oton Barbo
- Karel Born
- Leopold von Liechtenberg
- Rudolf Margheri
- Karel Mulley
- Friderik von Rechbach
- Henrik Schollmayer-Lichtenberg
- Hugo Veriand knez Windischgrätz
- Franc Galle